# Ivoriani in Italia
Gli ivoriani in Italia sono una comunità migrante di 26 156 persone al 31 dicembre 2016.
La città con la maggiore concentrazione di ivoriani in Italia è Roma (1 199), quindi Parma (927) e Perugia (647).
La maggior parte degli ivoriani a Parma appartiene alla comunità We, proveniente dalle regioni occidentali della Costa d'Avorio, teatro di una lunga guerra civile. A Palermo si concentra invece la comunità Baoulé.

## Demografia
Ivoriani in Italia

## Associazioni
- Collettivo degli Ivoriani We d'Italia (CIWIT), Parma
- Unione degli ivoriani in Italia[5]
- Union des Ivoriens en Sicile (UNIS), Palermo